# Francia ötfrankos érme (1960)

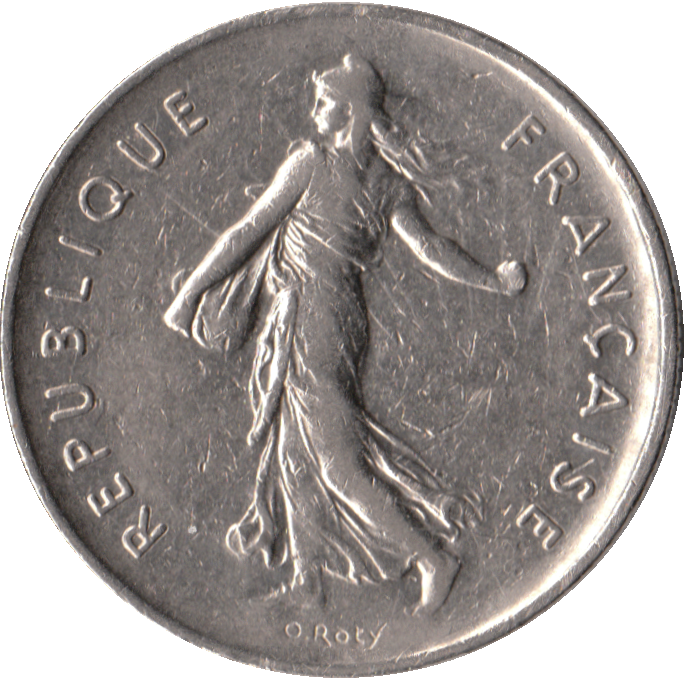
Az ötfrankos érme előlapja

Az elsőként 1960-ban bevezetett francia ötfrankos érmét az új frank bevezetésekor hozták forgalomba. Az 1960-as években ezüstből (835‰), majd az ezüst világpiaci árának emelkedése miatt 1970-től kezdve kupronikkelből verték. 1970-ig az érme az ötfrankos bankjeggyel párhuzamosan volt forgalomban. Az ezüstérmék hamarosan kikerültek a forgalomból, míg a kupronikkel változatok az euró 2002-es bevezetéséig használatban maradtak.

## Leírás
Az érme átmérője 29 milliméter, vastagsága 2 milliméter. Az 1960-1969 között vert változat anyaga 835‰-es ezüst, az 1970 utánié kupronikkel (az ötvözet 75%-a réz, 25%-a nikkel). Előbbi 12, utóbbi 10 g súlyú. Az ezüstváltozat peremén körirat (Liberté, égalité, fraternité) található, a kupronikkel változat pereme recés. Az érme előlapján a République Française Francia Köztársaság felirat és a köztársaságot szimbolizáló vető nőalak (La Semeuse) látható, háttérben a felkelő nappal. A nőalak lábánál a típus eredeti tervezőjének neve olvasható (Oscar O´Roty). Hátlapján körben a francia forradalom jelmondata (Liberté, égalité, fraternité – Szabadság, egyenlőség, testvériség) olvasható, alul az évszámmal. A verdejegy (Párizs) a felül olvasható értékjelzés két oldalán látható. Az értékjelzés alatt tölgy-, búza- és olajfaágakból font koszorú található.

## Vert mennyiség
Az ezüst ötfrankost 1960-1969 között minden évben verték, összesen 195 millió példányban. 1959-ben 4 ezer próbapéldány is készült. Az 1967-1969-es években az évente vert mennyiség nem érte el az 1 milliót, így ezek az évszámok ritkának számítanak.
| Évjárat | Vert mennyiség (db) |
| ------- | ------------------- |
| 1960    | 55 082 000          |
| 1961    | 15 630 000          |
| 1962    | 42 500 000          |
| 1963    | 37 936 000          |
| 1964    | 32 378 000          |
| 1965    | 5 121 000           |
| 1966    | 5 010 000           |
| 1967    | 500 000             |
| 1968    | 354 000             |
| 1969    | 498 000             |

A kupronikkel ötfrankos 1970-2001 között összesen 464,4 millió példányban készült (valamennyi évben verték). 1970-ben 4 ezer essai feliratú próbaveret is készült. Az 1970-1978 közötti évszámok (az 1977-es kivételével) gyakoriak, 1979-1989 között (1987 kivételével) azonban csak csekély példányszámban verték (100 ezer alatt). Az 1990-1995 közötti évszámok szintén gyakoriak, 1996-2001 között viszont ritkák.
| Évjárat | Vert mennyiség (db) |
| ------- | ------------------- |
| 1970    | 57 890 000          |
| 1971    | 142 204 000         |
| 1972    | 45 492 000          |
| 1973    | 45 000              |
| 1974    | 26 888 000          |
| 1975    | 16 712 000          |
| 1976    | 1 630 000           |
| 1977    | 460 000             |
| 1978    | 30 022 000          |
| 1979    | 10 000              |
| 1980    | 60 000              |
| 1981    | 24 000              |
| 1982    | 32 200              |
| 1983    | 84 400              |
| 1984    | 36 400              |
| 1985    | 7 600               |
| 1986    | 13 000              |
| 1987    | 19 982 000          |
| 1988    | 85 000              |
| 1989    | 83 000              |
| 1990    | 14 990 000          |
| 1991    | 7 488 000           |
| 1992    | 9 966 000           |
| 1993    | 14 970 000          |
| 1994    | 9 970 000           |
| 1995    | 19 980 013          |
| 1996    | 173 013             |
| 1997    | 15 000              |
| 1998    | 25 000              |
| 1999    | 25 500              |
| 2000    | 100 000             |
| 2001    | 100 000             |

## Emlékveretek
A kupronikkel ötfrankos érme paramétereivel 1989-től (az egy- és kétfrankos érmékhez hasonlóan) forgalmi emlékpénzeket is kibocsátottak. Az 1995-ös kivételével valamennyi milliós példányszámban került forgalomba. Ezek a következőek:
- 1989: az Eiffel-torony átadásának 100. évfordulójára.
- 1992: Pierre Mendès France volt miniszterelnök halálának 10. évfordulójára.
- 1994: Voltaire születésének 300. évfordulójára.
- 1995: az ENSZ megalakulásának 50. évfordulójára (125 ezer ezüst és 25 ezer aranyérme is készült).
- 1996: az első ötfrankos kibocsátásának 200. évfordulójára.

| Évjárat | Vert mennyiség (db) |
| ------- | ------------------- |
| 1989    | 9 774 000           |
| 1992    | 10 000 352          |
| 1994    | 15 000 031          |
| 1995    | 250 000             |
| 1996    | 4 976 213           |

Az fentieken kívül kis példányszámban (típusonként 3800-5250 db) 2000-ben 9 típusú, gyűjtőknek szánt ötfrankost bocsátottak ki, melyeknek előlapján a francia pénzverés jellegzetes érmeképei láthatóak, a gall időktől a 20. századig. Hátlapjuk egységes, az 1848-ban kibocsátott ötfrankosét mintázza.